# Bilbil żółtouchy
Bilbil żółtouchy (Pycnonotus penicillatus) – gatunek małego, śpiewającego ptaka z rodziny bilbili (Pycnonotidae); endemiczny gatunek Sri Lanki. Nie wyróżnia się podgatunków. Nie jest zagrożony.

## Morfologia
Bilbil żółtouchy jest ptakiem o długości ciała ok. 20 cm, posiadającym stosunkowo długi ogon. Masa ciała 36–37 g. Wierzchnia część jego upierzenia ma kolor oliwkowy, spodnia zaś żółtawy. Czubek głowy jest szary. W okolicach uszu znajdują się żółte kępki. Pod oczami również występuje żółta linia. Z przodu oka i na gardle znajduje się upierzenie koloru białego. Nie występuje wyraźny dymorfizm płciowy, młode osobniki mają ciemniejsze upierzenie.

## Występowanie
Gatunek ten występuje głównie w dżungli i na terenach lesistych w środkowej i południowej części Sri Lanki. Jest też widywany w lasach wtórnych, na terenach rolniczych – plantacjach eukaliptusów, zadrzewionych farmach czy w ogrodach. Zwykle spotykany w przedziale wysokości 850–2200 m n.p.m. Pomimo ograniczonego zasięgu występowania, jest to ptak łatwy do zaobserwowania w Parku Narodowym Horton Plains czy w Victoria Park w okolicach Nuwara Elija.

## Zachowanie
Lot przypomina swego rodzaju skoki. Ptak ten żywi się owocami i owadami.
Sezon lęgowy trwa od lutego do maja i od sierpnia do października. Gniazduje na drzewie lub krzewie na wysokości zazwyczaj 3–5 m nad ziemią (niekiedy niżej – do 1 m). W zniesieniu dwa jaja.

## Status
Międzynarodowa Unia Ochrony Przyrody (IUCN) od 2021 roku uznaje bilbila żółtouchego za gatunek najmniejszej troski (LC – least concern). Wcześniej miał on status gatunku bliskiego zagrożenia (NT – near threatened). Liczebność populacji nie została oszacowana, aczkolwiek ptak ten opisywany jest jako bardzo liczny w centralnych prowincjach Sri Lanki. Trend liczebności populacji uznaje się za stabilny.

## Konotacje kulturowe
W języku syngaleskim bilbile żółtouche nazywane są Galu-guduwa lub Kaha kondaya. Gatunek ten pojawił się na znaczku pocztowym na Sri Lance o nominale 10 rupii w 1979.